# Seathrún Céitinn
Seathrún Céitinn (1569-1644), en anglès Geoffrey Keating, fou un sacerdot catòlic irlandès del segle xvii, poeta i historiador. Va néixer a Burgess, Ballylooby, als afores de Cahir a Tipperary Sud en 1569, i va morir en 1644. Està enterrat a Tubrid Graveyard a la parròquia de Ballylooby-Duhill.

## Biografia
Fins fa poc es creia que Céitinn havia nascut a Burgess, al comtat de Tipperary; fins i tot es va construir un monument seu al pont de Burgess, el 1990; però Diarmuid Ó Murchadha va escriure,
| « | La presumpció que [Keating] va estudiar a una escola bàrdica a Burgess, Co. Tipperary, és atribuïble a Thomas O'Sullevane, un personatge fosc de la perifèria dels cercles literaris de Londres. La mateixa font no gaire fiable anomena Burgess com a lloc de naixement de Keating, mentre que treballs recents (Cunningham 2002) indica que el castell de Moorstown a la parròquia d'Inishlounaght [a Tipperary] era el seu probable lloc de naixement." | » |

El novembre de 1603, va navegar a Bordeus, al costat d'altres quaranta estudiants sota la direcció del reverend Diarmaid MacCarthy per iniciar els seus estudis en el Col·legi Irlandès recentment fundat en aquesta ciutat pel cardenal François de Sourdis, Arquebisbe de Bordeus. A la seva arribada a França, va escriure un poètic Comiat a Irlanda, i, en tenir notícia de la Fugida dels Comtes, va escriure Lament pel trist estat d'Irlanda. Després d'obtenir el grau de Doctor en Teologia per la Universitat de Bordeus, va tornar a Irlanda en 1610, i va ser nomenat guaridor d'ànimes d'Uachtar Achaidh en la parròquia de Knockgraffan, prop de Cahir, on va acabar amb la pràctica comuna de retardar les misses fins que hagués arribat la gent.

## Foras Feasa ar Éirinn
El seu treball més important, Foras Feasa ar Éirinn (literalment, "Fundació del coneixement a Irlanda", encara que sol traduir-se per "Història d'Irlanda") va ser escrit en irlandès modern inicial i acabat cap a 1634.
Foras Feasa descriu la història d'Irlanda des de la creació del món fins a la invasió normanda del segle xii, basant-se en la rica tradició nativa històrica i pseudohistòrica (incloent als milesians), poesia històrica i registres eclesiàstics i anals. Foras Feasa circulà en forma manuscrita, ja que les autoritats angleses no van autoritzar la seva impressió, a causa dels seus arguments procatòlics. Més tard, en 1634, una campanya política en pro de la reforma de les lleis anticatòliques, coneguda com les Gràcies, va ser denegada pel virrei.
La visió política de Keating, que descendia d'una família d'anglesos vells, considerava que la sobirania i noblesa d'Irlanda pertanyia als Caps gaèlics que encara quedaven al país i a les famílies d'anglesos vells que havien decidit mantenir-se fidels al catolicisme. Acceptava la legitimitat dels Stuard a causa de la seva ascendència gaèlica.
Aquestes idees van tenir una considerable influència en les polítiques dutes a terme pels Confederats irlandesos fins que el papa retirà el seu reconeixement als Stuard a la fi de 1766. L'obra de Keating marcaria el treball dels genealogistes irlandesos com O'Hart durant el segle xix.